# Campeón de Campeones 1970-71
El Campeón de Campeones 1970-71 fue la XXVII edición del Campeón de Campeones que enfrentó al campeón de la Liga 1970-71: América y al campeón de la Copa México 1970-71: León.
El título se jugó a partido único realizado en el Estadio Azteca de la Ciudad de México. Al final de éste, el León consiguió adjudicarse por cuarta vez en su historia este trofeo.

## Participantes
| América |  |  |  | Campeón de la Primera División de México (1970-71) |
| León    |  |  |  | Campeón de la Copa México (1970-71)                |

## Sede
| Ciudad de México                |
| ------------------------------- |
| Estadio Azteca                  |
| Capacidad: 110 000 espectadores |
|                                 |

## El partido
| 24 de octubre de 1971 | América | 0:1 (0:0) | León        | Estadio Azteca, Ciudad de México |  |
|                       |         |           | Estrada 74' |                                  |  |

|       | POR   | Prudencio Cortés      |  |
|       | DEF   | René Trujillo         |  |
|       | DEF   | Antonio Zamora        |  |
|       | DEF   | Guillermo Hernández   |  |
|       | DEF   | Mario Pérez           |  |
|       | MED   | Roberto Hodge         |  |
|       | MED   | Carlos Reinoso        |  |
|       | MED   | Toninho               |  |
|       | DEL   | Roberto Rodríguez     |  |
|       | DEL   | Enrique Borja         |  |
|       | DEL   | Horacio López Salgado |  |
| D. T. | D. T. | José Antonio Roca     |  |

|       | POR   | Ismael García        |    |
|       | DEF   | Guillermo García     |    |
|       | DEF   | Jorge Luis Ortega    |    |
|       | DEF   | José Rafael Albrecht |    |
|       | DEF   | Roberto López        |    |
|       | MED   | Luis Estrada         |    |
|       | MED   | Jorge Davino         |    |
|       | MED   | Salvador Enríquez    |    |
|       | DEL   | Carlos Gómez         | ?' |
|       | DEL   | Juan José Valiente   |    |
|       | DEL   | Sergio Anaya         |    |
| D. T. | D. T. | Antonio Carbajal     |    |

|  | DEL | Mario Cuevas | ?' |

| 74' | Luis Estrada | 0:1 |

|       | POR   | Prudencio Cortés      |  |
|       | DEF   | René Trujillo         |  |
|       | DEF   | Antonio Zamora        |  |
|       | DEF   | Guillermo Hernández   |  |
|       | DEF   | Mario Pérez           |  |
|       | MED   | Roberto Hodge         |  |
|       | MED   | Carlos Reinoso        |  |
|       | MED   | Toninho               |  |
|       | DEL   | Roberto Rodríguez     |  |
|       | DEL   | Enrique Borja         |  |
|       | DEL   | Horacio López Salgado |  |
| D. T. | D. T. | José Antonio Roca     |  |

|       | POR   | Ismael García        |    |
|       | DEF   | Guillermo García     |    |
|       | DEF   | Jorge Luis Ortega    |    |
|       | DEF   | José Rafael Albrecht |    |
|       | DEF   | Roberto López        |    |
|       | MED   | Luis Estrada         |    |
|       | MED   | Jorge Davino         |    |
|       | MED   | Salvador Enríquez    |    |
|       | DEL   | Carlos Gómez         | ?' |
|       | DEL   | Juan José Valiente   |    |
|       | DEL   | Sergio Anaya         |    |
| D. T. | D. T. | Antonio Carbajal     |    |

|  | DEL | Mario Cuevas | ?' |

| 74' | Luis Estrada | 0:1 |

|       | POR   | Prudencio Cortés      |  |
|       | DEF   | René Trujillo         |  |
|       | DEF   | Antonio Zamora        |  |
|       | DEF   | Guillermo Hernández   |  |
|       | DEF   | Mario Pérez           |  |
|       | MED   | Roberto Hodge         |  |
|       | MED   | Carlos Reinoso        |  |
|       | MED   | Toninho               |  |
|       | DEL   | Roberto Rodríguez     |  |
|       | DEL   | Enrique Borja         |  |
|       | DEL   | Horacio López Salgado |  |
| D. T. | D. T. | José Antonio Roca     |  |

|       | POR   | Ismael García        |    |
|       | DEF   | Guillermo García     |    |
|       | DEF   | Jorge Luis Ortega    |    |
|       | DEF   | José Rafael Albrecht |    |
|       | DEF   | Roberto López        |    |
|       | MED   | Luis Estrada         |    |
|       | MED   | Jorge Davino         |    |
|       | MED   | Salvador Enríquez    |    |
|       | DEL   | Carlos Gómez         | ?' |
|       | DEL   | Juan José Valiente   |    |
|       | DEL   | Sergio Anaya         |    |
| D. T. | D. T. | Antonio Carbajal     |    |

|  | DEL | Mario Cuevas | ?' |

| 74' | Luis Estrada | 0:1 |

|       | POR   | Prudencio Cortés      |  |
|       | DEF   | René Trujillo         |  |
|       | DEF   | Antonio Zamora        |  |
|       | DEF   | Guillermo Hernández   |  |
|       | DEF   | Mario Pérez           |  |
|       | MED   | Roberto Hodge         |  |
|       | MED   | Carlos Reinoso        |  |
|       | MED   | Toninho               |  |
|       | DEL   | Roberto Rodríguez     |  |
|       | DEL   | Enrique Borja         |  |
|       | DEL   | Horacio López Salgado |  |
| D. T. | D. T. | José Antonio Roca     |  |

|       | POR   | Ismael García        |    |
|       | DEF   | Guillermo García     |    |
|       | DEF   | Jorge Luis Ortega    |    |
|       | DEF   | José Rafael Albrecht |    |
|       | DEF   | Roberto López        |    |
|       | MED   | Luis Estrada         |    |
|       | MED   | Jorge Davino         |    |
|       | MED   | Salvador Enríquez    |    |
|       | DEL   | Carlos Gómez         | ?' |
|       | DEL   | Juan José Valiente   |    |
|       | DEL   | Sergio Anaya         |    |
| D. T. | D. T. | Antonio Carbajal     |    |

|  | DEL | Mario Cuevas | ?' |

| 74' | Luis Estrada | 0:1 |

| Campeón de Campeones 1970-71 |
| ---------------------------- |
|                              |
| León                         |
| 4° Título                    |